# Lucien Gekiere
Lucien Firmin Gekiere (Moorsele, 22 oktober 1912 – Kortrijk, 28 april 1990) was een Belgisch componist, dirigent en trompettist. Zijn vader werd als dienstplichtige opgemerkt en als cornettist bij het Groot Harmonieorkest van de Belgische Gidsen te Brussel tijdens de Eerste Wereldoorlog aangeworven.

## Levensloop
Gekiere trok als negenjarige knaap naar Kortrijk om bij Karel De Sutter aan de Stedelijke muziekschool notenleer te volgen. Twee jaar later werd hij trompettist in de Katholieke Fanfare Concordia Moorslede, medevoorganger van de Koninklijke Harmonie "De Verenigde Vrienden", Moorsele. Na oprichting van de Stedelijke muziekschool Menen kreeg hij lessen op trompet bij Robert Vantieghem en behaalde een eerste prijs. Hij vervolmaakte zich daarna door privélessen bij Julien Duquesne, trompetsolist in het Orkest van het Nationaal Instituut voor de Radio-omroep (NIR).
In de jaren dertig richtte Gerkiere een trio op dat regelmatig voor de West-Vlaamse radio-omroep optrad. Ondertussen had Gekiere diverse aanlokkelijke voorstellen (Orkest van het Nationaal Instituut voor de Radio-omroep (NIR) (1937) en het Radio-orkest van Italiaans-Zwitserland) afgewezen, omdat hij zeer met zijn streek verbonden was. In deze tijd begon hij met eerste kleine composities voor zijn trio, in dat ook de componist Herman Roelstraete als pianist meewerkte. Tijdens de Tweede Wereldoorlog wijdde hem zijn vriend Herman Roelstraete in harmonieleer, contrapunt en fuga in.
Van 1966 tot 1985 was hij als trompettist ook verbonden aan de Koninklijke Fanfare de Ridder Jans Zonen Dadizele.
Na de oorlog werd het trio uitgebreid tot kwartet door toevoeging van een contrabas. Het ensemble slaagt voor een NIR-auditie en wordt een regelmatige gast op de nationale zender; voor dit ensemble componeerde Gekiere rond zestig werkjes. Later kreeg hij de leiding over een blaasorkest van 22 muzikanten dat geregeld via de Belgische Radio- en Televisieomroep (BRT) te beluisteren was. Het componeren kon niet lang uitblijven; vooral de optredens van de Muziekkapel van de Zeemacht waren inspirerend.
Zijn Kleine Ouverture die hij voor symfonisch orkest gecomponeerd had, herwerkt hij voor harmonieorkest. Aansluitend ontstaat het symfonisch gedicht Grimaldi, benoemd naar het adellijk geslacht van Monaco. Ooit woonde een telg van dit geslacht te Moorsele.
Gekiere nam contact op met Guy Duijck, kapelmeester bij de Zeemacht, zelf bekend blaasmuziekcomponist en directeur van de Muziekacademie Ronse. Duijck betoonde veel interesse en zo werden Gekieres werken vaak uitgevoerd en op langspeelplaat gezet. De Muziekkapel van de Zeemacht speelde het symfonisch gedicht Grimaldi voor de prinselijke familie te Monaco.

## Composities

### Werken voor orkest
- Kleine Ouverture, voor orkest

### Werken voor harmonie- en fanfareorkest
- De Witte Lietaer, mars
- Gaselec, mars
- Grimaldi, symfonisch gedicht
- Guldenberg, mars (voor de burgemeester van Wevelgem)
- Jeugdmijmering, symfonisch gedicht
- Karnaval, mars
- Kleine Ouverture, voor harmonieorkest
- Mortsella, mars (gecomponeerd als hulde aan zijn geboortedorp)
- Pacific, symfonisch gedicht
- Pizz Nair, voor echotrompet en harmonieorkest
- Souvenir, symfonisch gedicht
- Zilveren Spoor, mars